# Cap Sainte-Marie
Pour les articles homonymes, voir Sainte-Marie.

Le cap Sainte-Marie est le cap à la pointe sud de l'île de Madagascar, dans le Sud-Ouest de l'océan Indien.

## Géographie
Il est situé à 107 km au sud-ouest de Tôlanaro et à 42 km au sud-ouest de Tsihombe, dans la région Androy
Les pistes ralliant cette région, surnommée la « Patagonie malgache », sont rudes et les liaisons, assurées par des taxis-brousse, rares et incertaines.